# Комітет порятунку за мир та порядок
Комітет порятунку за мир та порядок (рос. Комитет спасения за мир и порядок), Херсонська область (рос. Херсонская область) — вищий окупаційний розпорядно-виконавчий орган влади на території Херсонської області, сформований установчими зборами 10 березня 2022.

## Формування
Після того, як російська армія захопила Херсон і більшу частину області внаслідок боїв за Херсон, колишній мер Херсона та учасник інтервенції в Крим Володимир Сальдо, колишній заступник мера з соціальних та гуманітарних питань Сергій Черевко, а також директор інформаційного агентства «Таврія Ньюс» Кирило Стремоусов, пішли на співпрацю з окупантами. За підсумками, 10 березня на зборах було утворено «комітет порятунку за мир і порядок», який декларував своєю метою підтримання правопорядку та законності на територіях області, а також налагоджуючи з Росією торговельно-економічні та соціально-культурні зв'язки.

## Діяльність
За заявою Незалежної Газети, діяльність комітету наштовхувалося на постійний опір серед населення, а ряд його членів гинули від рук ГУР ЗСУ або українських партизанів.
Комітет активно налагоджував відносини з Кримом та військами РФ.
З найбільш значущих дій можна відзначити введення російського рубля на території Херсонської області, а також розробку символів влади нової адміністрації і придушення протестів.